# Rockwell-MBB X-31
Rockwell-Messerschmitt-Bölkow-Blohm X-31 byl experimentální demonstrátor stíhacího letounu, který posloužil pro ziskání zkušeností s vektorováním tahu motoru – usměrňováním proudu výfukových plynů. Spolu s prvky pro vektorování tahu motoru posloužil i pro vznik pokročilého řídícího systému pro řízený let pod vysokým úhlem náběhu (AoA). Byl navržen a vyroben společnostmi Rockwell a Messerschmitt-Bölkow-Blohm (MBB) jako součást společného amerického a německého programu Enhanced Fighter Maneuverability během 80. let 20. století. Letecké zkoušky probíhaly v letech 1990 až 1995. Letoun X-31 byl pak znovu využit v programu VECTOR Vectoring ESTOL (extremely short takeoff and landing) Control and Tailless Operational Research, kde sloužil od ledna roku 2000 do roku 2003. Měl výrazně větší manévrovatelnost než většina běžných stíhaček té doby. Mohl létat pod úhlem náběhu až 70°. Ze dvou postavených strojů se do dnešních dnů dochoval jen jeden kus, který se nachází ve sbírkách německého muzea Flugwerft Schleißheim.

## Konstrukce
Letoun X-31 byl v podstatě zcela novým návrhem draku, přestože si vypůjčil konstrukční prvky i části z existujícících letounů, prototypů a koncepčních návrhů letadel, včetně British Aerospace Experimental Airplane Program (výběr typu křídla s kachními plochami, plus sání vzduchu pod trupem), z německého TKF-90 (koncepty půdorysu křídla a sání pod trupem), F/A-18 Hornet (předek, včetně kokpitu, vystřelovací sedadlo a překryt kabiny; elektrické generátory), F-16 Fighting Falcon (podvozek, palivové čerpadlo, pedály pro ovládání kormidla, pneumatiky předního kola a jednotka nouzového napájení), F-16XL (pohony klapek na přední hraně křídel), V-22 Osprey (akční členy pro ovládání řídících ploch), Cessna Citation (kola a brzdy hlavního podvozku), F-20 Tigershark (hydrazinový nouzový systém spouštění vzduchem, později vyměněný), letový počítač vycházel z počítače dalšího demonstrátoru Lockheed C-130 Hercules High Technology Test Bed (HTTB) a dokonce i z B-1 Lancer (vřetena použitá na ovládání kachních ploch). Použití existujících částí bylo záměrné, aby byl ušetřen čas a snížila se rizika spjatá s vývojem použitím komponent vhodných pro let.

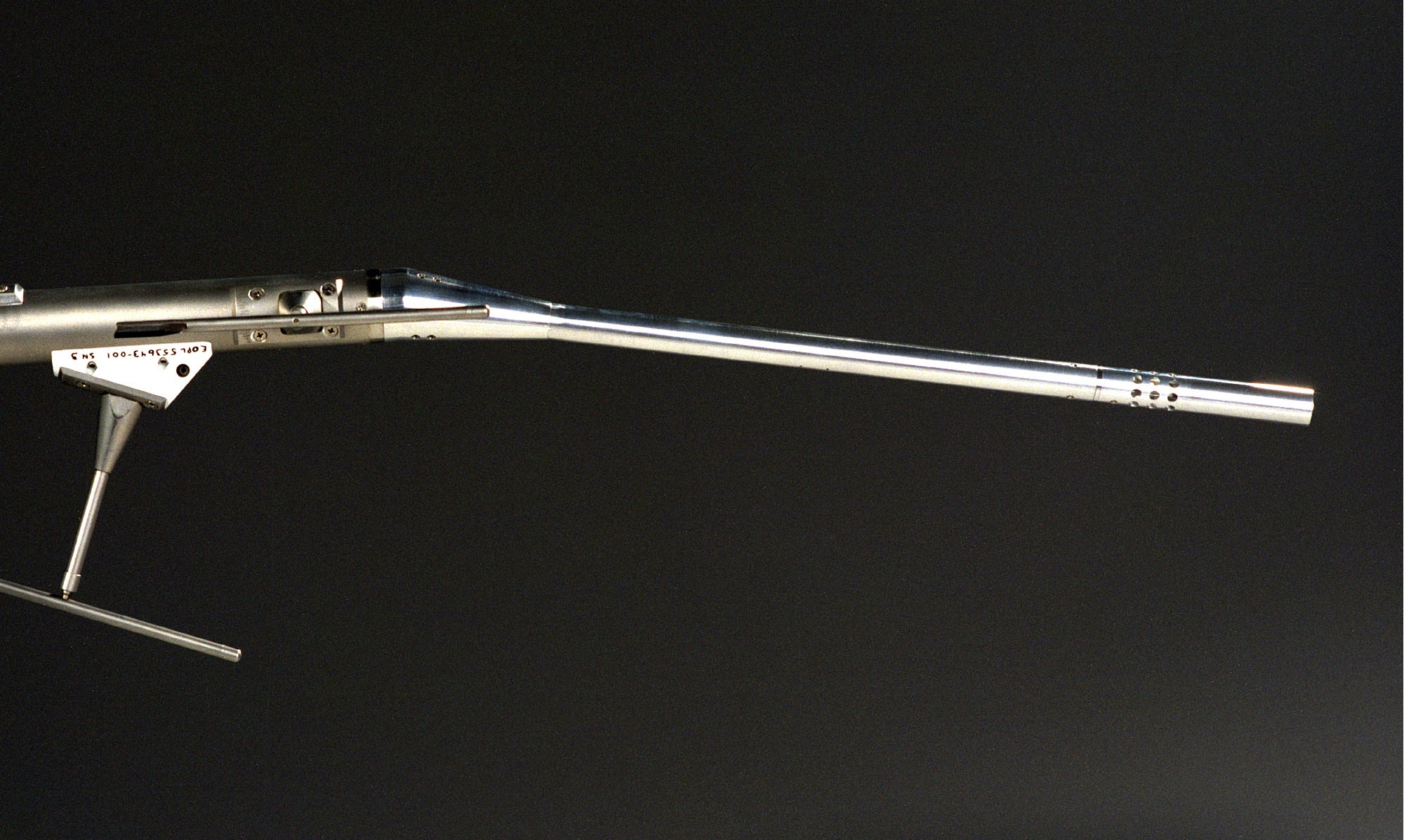
Zamrznutí takovéto pitotovy trubice od Kielu vedlo ke ztrátě letounu X-31

Výsledkem byl jednomotorový letoun, který využíval koncepci kachních křídel (canardů) a dvojitě zalomeného křídla delta, bez vodorovných ocasních ploch. Jeden prototyp byl později navíc upraven tak, že přišel o podstatnou část svislé ocasní plochy. Na konci ocasní části letounu se nacházela trojice pohyblivých lopatek, které se staraly o vychylování proudu horkých plynů vystupujících z dvouproudového motoru General Electric F404-GE-400. Letoun X-31 byl vybaven dvojicí pitotových trubic, z nichž jedna od firmy Kiel, byla zahnutá o 10° pro lety v oblasti nad 30° AoA.

## Historie

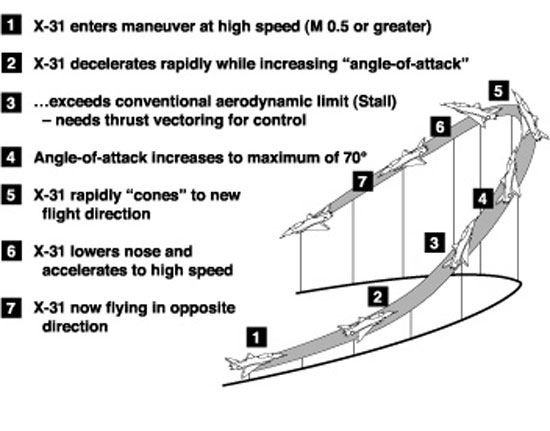
Herbstův manévr, při němž letoun přejde z letu vysokou rychlostí do letu pod vysokým úhlem náběhu a následně změní směr letu o 180° proti původnímu směru.

Messerschmitt-Bölkow-Blohm se začal věnovat supermanévrovatelnosti na hraně letové obálky v roce 1977. V té době pracoval Dr.  Wolfgang Herbst na návrhu stíhacího letoun, z něhož měl později vzejít Eurofighter Typhoon. Rockwell se připojil ke studiím supermanevrovatelnosti prováděnými MBB roku 1983. Agentura DARPA 11. února téhož roku poskytla finanční prostředky pro počáteční studie. V listopadu 1984 začala 1. fáze programu zaměřená na studium proveditelnosti. Projekt dostal název Enhanced Fighter Maneuverability (EFM). Koncem roku 1985 byly výsledky studie proveditelnosti představeny agentuře DARPA a spolkovému ministerstvu obrany (BMV) Následující rok v květnu Spojené státy a Západní Německo podepsaly memorandum o porozumění, které se týkalo programu EFM. Program postoupil do 2. fáze, což znamenalo, že začaly práce na předběžném návrhu letadla. V prosinci 1986 proběhlo posouzení konceptu. 23. února bylo letounu oficiálně přiřazeno označení X-31A. K dokončení předběžného návrhu došlo v prosinci roku 1987. Následující srpen došlo k objednání dvou prototypů. Tím vstoupil projekt do 3. fáze zaměřenou na výrobu a počáteční letové testy. Roll out prvního z nich (Bu. No. 164584) proběhl v březnu roku 1990. První let proběhl 11. října 1990. První let druhého postaveného letounu následoval 19. ledna 1991. V únoru následoval první start s instalovaným systémem lopatek pro vektorování tahu motorů. Program EFM se tím posunul do svojí čtvrté fáze, během které došlo k prvnímu post-stall manévru. Koncem roku 1991 bylo dosaženo trvalého přímočarého letu pod úhlem náběhu 52°. Letouny se zapojily do simulací leteckého boje – Pinball I Twin-Dome Manned Air Combat Simulation. V lednu 1992 byly oba stroje přelétnuty z  Palmdale na leteckou základnu Edwards, odkud se přesunuly do Drydenova leteckého výzkumného střediska k mezinárodním testům ve spolupráci s NASA a USAF. 6. listopadu 1992 X-31 dosáhl řízeného letu pod úhlem náběhu 70°. 29. dubna 1993 druhý X-31 úspěšně provedl rychlý obrat s minimálním poloměrem o 180° za použití manévru post-stall, přičemž letěl mimo rozsah úhlu náběhu normálního pro konvenční letadla. Tento manévr byl nazván „Herbstův manévr“ po Dr. Wolfgangu Herbstovi, zaměstnanci MBB a zastánci používání manévru post-stall při vzdušných soubojích. Dne 24. listopadu 1993 letoun poprvé překonal rychlost zvuku. 
Při testování na přelomu let 1993 a 1994 prokázal výbornou schopnost přežít ve vzdušných soubojích. Letoun X-31 byl v rámci programu Joint Advanced Strike Technology (JAST) opraven na kvazi-bezocasý letoun. Program se zabýval technologiemi pro budoucí letouny a později na něj navázal program Joint Strike Fighter (JSF).
19. ledna 1995 byl první postavený stroj zničen díky sérii pochybení a ledu v pitotově trubici. Druhý stroj byl dopraven do Západního Německa na základnu Manching, kde následně probíhala příprava na leteckou přehlídku, která se konala v červnu 1995 v Paříži. Po ní byl dopraven zpět do Drydenu a uskladněn.
V letech 1990 až 1995 bylo provedeno 580 zkušebních letů a předváděcích letů. EFM byl první mezinárodní prokjekt experimentálního letounu spravovaný americkou vládní agenturou. V roce 2003 obdržely vývojové týmy speciální Kármanovu cenu za mezinárodní spolupráci v oboru letectví.
V polovině 90. let došlo k revitalizaci programu, a tak USA a Německo podepsaly v dubnu 1999 Memorandum o porozumění a zahájení spolupráce na programu VECTOR v hodnotě 53 milionů USD. VECTOR byl společný podnik, který zahrnoval americké námořnictvo, německou agenturu pro obranu (BWB), Boeing's Phantom Works a DASA; původně se očekávalo, že bude zahrnovat i Švédsko, které se stáhlo kvůli fiskálním omezením. Jako místo pro letové zkoušky byla vybrána námořní letecká stanice Patuxent River v Marylandu. V letech 2002 až 2003 zkoušel X-31 extrémně krátký vzlet a přiblížení nejprve na virtuální dráze ve 5 000 stop (1 500 m) na obloze, aby bylo zajištěno, že inerciální navigační systém/systém globálního určování polohy přesně navádí letadlo s centimetrovou přesností požadovanou pro přistání na zemi. Program pak vyvrcholil vůbec prvním autonomním přistáním pilotovaného letounu s vysokým úhlem náběhu (24°) a krátkým přistáním. Technologie zahrnovaly diferenciální systém GPS založený na technologii pseudolitů (pozemních stanic emulujících družice) od společnosti Integrinautics a miniaturizovaný systém pro získávání dat o proudění vzduchu od společnosti Nordmicro. 
V rámci programu VECTOR letoun podnikl dalších 83 letů.
Air Force Wright Laboratories později Air Force Research Laboratory (AFRL) uvažovala o využití jednoho letounu X-31 pro výzkum aktivního aeroelastického křídla (AAW). Havárie letounu X-31 v lednu 1995, ale znamenala upuštětí od této myšlenky, neboť zbývající letoun X-31 už byl vyhrazen pro program VECTOR. Pro program AAW nakonec posloužil modifikovaný letoun F/A-18, kterému bylo zpětně přiděleno označení X-53.

### Postavené letouny
- BuNo 164584, 292 letů – havaroval 19. ledna 1995 severně od Edwards AFB, Kalifornie. Havárii způsobil led uvnitř pitotovy trubice, který do počítačů řízení letu odesílal nesprávná data o rychlosti letu. K nehodě přispělo nahrazení vyhřívané pitotovy trubice nevyhřívanou sondou Kiel a neznalost pozemního personálu/pilota o možnosti potlačit ovládání počítačem. Pilot se bezpečně katapultoval.[28][18] NASA vydala v roce 2005 film „X-31: Breaking the Chain“ hodnotící události.[29] Novinkou testů X-31 bylo počítačové řídící systém pro revoluční řízení letu (kachní křídlo a klapky pro vycholování tahu motoru) pro provádění manévrů, které jsou pro konvenční proudové stíhačky nemožné. Film obšírně pojednává o kombinaci nezávislých chyb (např. že doprovázející stíhací pilot neslyšel radiový rozhovor testovacího pilota se svou základnou) vedoucí ke ztrátě kontroly, když se testovací pilot (správně) katapultoval, aby si zachránil život. Film o havárii ukazuje letadlo v neobvyklých polohách, za situace kdy řídící počítač použil špatná data, aby se pokusil řídit let poté, co se pilot katapultoval.
- BuNo 164585, 288 letů, poslední v roce 2003. Je vystaven v Deutsches Museum Flugwerft Schleissheim v Německu .

## Specifikace (X-31)

### Technické údaje
- Posádka: 1
- Délka: 13,21 m (43 ft 4 in)
- Rozpětí křídel: 7,26 m (23 ft 10 in)
- Výška: 4,44 m (14 ft 7 in)
- Plocha křídel: 226,3 m² (2 436 sq ft)
- Profil křídla: Rockwell 5,5%[30]
- Prázdná hmotnost: 5 175 kg (11 409 lb)
- Vzletová motnost: 14 600 kg (32 187 lb)
- Maximální vzletová hmotnost: 15 935 kg (35 131 lb)
- Pohonná jednotka: 1 × dvouproudový motor General Electric F404-GE-400 o tahu 71 kN (16 000 lbf)

### Výkony
- Maximální rychlost: 1 449 km/h (900 mph, 782 kn)[1]
- Maximální rychlost: Mach 1,28
- Dostup: 12 200 m (40 000 ft)
- Stoupavost: 218 m/s (42 900 ft/min)
- Plošné zatížení: 64,5 kg/m² (13,2 lb/sq ft)

## Galerie
- F-18 HARV, X-31 a  F-16 MATV trojice experimentálních letounů s možností vektorování tahu motoru
- Trojice lopatek sloužících pro vychylování tahu motoru
- X-31 upravený jako bezocasý letoun při letu nad základnou Edwards
- X-31 zapojený do programu VECTOR
- Kontrola motoru X-31
- X-31 při letu s doprovodným letounem McDonnell Douglas F/A-18 Hornet
- Manévry předváděné letounem X-31